# Ponderosa (Nowy Meksyk)
Ponderosa – jednostka osadnicza w Stanach Zjednoczonych, w stanie Nowy Meksyk, w hrabstwie Sandoval.